# Colletogyne perrieri
Colletogyne perrieri är en kallaväxtart som beskrevs av Samuel Buchet. Colletogyne perrieri ingår i släktet Colletogyne och familjen kallaväxter. Inga underarter finns listade.